# Lepidoperca occidentalis
Lepidoperca occidentalis är en fiskart som beskrevs av Whitley, 1951. Lepidoperca occidentalis ingår i släktet Lepidoperca och familjen havsabborrfiskar. Inga underarter finns listade i Catalogue of Life.